# アマラ・ナロ
アマラ・ナロ（Amara Nallo, 2006年11月18日 - ）は、イングランド出身のプロサッカー選手。リヴァプールFC所属。ポジションはDF。

## 経歴
2023年8月23日、ウェストハムのユースチームよりリヴァプールU-18のチームに移籍。
2024年2月29日、FAカップ5回戦のサウサンプトンではトップチーム初ベンチ入りを果たす。
2025年1月29日にはUEFAチャンピオンズリーグ 2024-25のPSVアイントホーフェン戦で83分からの出場でトップチームデビューを果たしたが、4分後の87分にレッドカードを受け退場。試合は2-3で敗戦した。

## 代表
2024年3月20日、U-18サッカーイングランド代表にてU-18サッカーチェコ代表との国際親善試合で77分から代表初出場を果たす。その後もU-19サッカーイングランド代表においても出場を果たし、U-20サッカーイングランド代表にも選出された。

## 個人成績
2025年1月30日現在 
| クラブ       | シーズン | リーグ         | リーグ | リーグ | FAカップ | FAカップ | EFLカップ | EFLカップ | UEFA主要大会 | UEFA主要大会 | その他 | その他 | 計   | 計     |
| クラブ       | シーズン | ディビジョン   | 出場   | ゴール | 出場     | ゴール   | 出場      | ゴール    | 出場         | ゴール       | 出場   | ゴール | 出場 | ゴール |
| ------------ | -------- | -------------- | ------ | ------ | -------- | -------- | --------- | --------- | ------------ | ------------ | ------ | ------ | ---- | ------ |
| リヴァプール | 23-24    | プレミアリーグ | 0      | 0      | 0        | 0        | 0         | 0         | 0            | 0            | 3      | 0      | 3    | 0      |
| リヴァプール | 24-25    | プレミアリーグ | 0      | 0      | 0        | 0        | 0         | 0         | 1            | 0            | 1      | 0      | 2    | 0      |
| 計           | 計       | 計             | 0      | 0      | 0        | 0        | 0         | 0         | 1            | 0            | 4      | 0      | 5    | 0      |

1. 1 2  EFLトロフィーでの出場
2. ↑  
UEFAチャンピオンズリーグでの出場